# Dunières
Dunières é uma comuna francesa na região administrativa de Auvérnia-Ródano-Alpes, no departamento de Alto Loire. Estende-se por uma área de 34,59 km². Em 2010 a comuna tinha 2 793 habitantes (densidade: 80,7 hab./km²).